# هانس هرمان بر
هانس هرمان بر (به آلمانی: Hans Hermann Behr) (زاده ۱۸ اوت ۱۸۱۸ کوتن - درگذشته ۶ مارس ۱۹۰۴ سان فرانسیسکو) یک حشره شناس و گیاه‌شناس آلمانی بود.

## زندگی‌نامه
بر در دانشگاه‌های هاله و برلین پزشکی خوانده و در سال ۱۸۴۳ مدرک دکترا گرفت و سپس به استرالیا، آسیا و آفریقای جنوبی مسافرت کرد. در سال ۱۸۴۷ مجموعه بزرگی از گیاهان و حشرات را جمع‌آوری کرده بود. او بخشی از مجموعه اش را در جنبش‌های ۱۸۴۸ و زمانی که مجبور به فرار شد با خود به پروس برد. او به استرالیا رفت و سپس به ایالات متحده آمریکا مهاجرت کرد. در سانفرانسیسکو به تمرین پزشکی پرداخته و به انجمن داروسازی کالیفرنیا ملحق شد. از سال ۱۸۸۷ تا سال ۱۸۸۸ معاون انجمن بود. در سال ۱۸۹۴ نگهبان دانشکده علوم کالیفرنیا شد. به اضافه انتشارات علمی، بر شعر و مقالات خبری هم می‌نوشت. در سان فرانسیسکو خیابانی به نام او نامگذاری شده‌است.
او شانزده مقاله در مورد حشره‌شناسی به ویژه پروانه سانان منتشر کرد.